# 無與倫比的吉福斯
《無與倫比的吉福斯》（The Inimitable Jeeves）是英國幽默小說家佩勒姆·格倫維爾·伍德豪斯爵士（Sir Pelham Grenville Wodehouse）所寫的短篇小說集，1923年5月17日由英國倫敦的Herbert Jenkins出版社發行第一版。美國則在同年9月28日以《吉福斯》為書名，由George H. Doran出版社發行。 這是繼1919年出版的《我的男僕吉福斯》（My Man Jeeves）後，第二部吉福斯系列的小說集，隨後1925年出版的《就這麼辦，吉福斯》（Carry on, Jeeves）為此系列的第三部。
本書包含11篇已發行的短篇小說，由於前六篇及最後一篇皆拆成兩章，因此全書共有18章。現行的版本通常僅有11章，以保有這些故事最初發行時的樣貌。本書收錄的故事在劇情上都有連繫，其中的《吉福斯與笨蛋西里爾》（Jeeves and the Chump Cyril），在1918年刊載於英國《岸邊雜誌》（The Strand），並在同年6月刊載於美國《星期六晚郵報》（Saturday Evening Post）。至於其他短篇，在1921年12月至1922年11月間刊載於《岸邊雜誌》，同年12月至隔年12月間也刊載於美國《柯夢波丹》雜誌。

## 収録作品
| #  | 原始篇名                               | 章名                                                                   | 初版                   | 初版                                                               |
| -- | -------------------------------------- | ---------------------------------------------------------------------- | ---------------------- | ------------------------------------------------------------------ |
| 1  | Jeeves in the Springtime               | 1.Jeeves Exerts the Old Cerebellum 2.No Wedding Bells for Bingo        | 《岸邊雜誌》1921年12月 | 《柯夢波丹》1921年12月                                             |
| 2  | Aunt Agatha Takes the Count            | 3.Aunt Agatha Speaks Her Mind 4.Pearls Mean Tears                      | 《岸邊雜誌》1922年4月  | 《柯夢波丹》1922年10月 以《Aunt Agatha Makes a Bloomer》為篇名刊載 |
| 3  | Scoring Off Jeeves                     | 5.The Pride of the Woosters Is Wounded 6.The Hero's Reward             | 《岸邊雜誌》1922年2月  | 《柯夢波丹》1922年3月 以《Bertie Gets Even》為篇名刊載             |
| 4  | Sir Roderick Comes to Lunch            | 7.Introducing Claude and Eustace 8.Sir Roderick Comes to Lunch         | 《岸邊雜誌》1922年3月  | 《柯夢波丹》1922年4月 以《Jeeves the Blighter》為篇名刊載          |
| 5  | Jeeves and the Chump Cyril             | 9.A Letter of Introduction 10.Startling Dressiness of a Lift Attendant | 《岸邊雜誌》1918年8月  | 《星期六晚郵報》1918年6月8日                                       |
| 6  | Comrade Bingo                          | 11.Comrade Bingo 12.Bingo Has a Bad Goodwood                           | 《岸邊雜誌》1922年5月  | 《柯夢波丹》1922年5月                                              |
| 7  | The Great Sermon Handicap              | 13.The Great Sermon Handicap                                           | 《岸邊雜誌》1922年6月  | 《柯夢波丹》1922年6月                                              |
| 8  | The Purity of the Turf                 | 14.The Purity of the Turf                                              | 《岸邊雜誌》1922年7月  | 《柯夢波丹》1922年7月                                              |
| 9  | The Metropolitan Touch                 | 15.The Metropolitan Touch                                              | 《岸邊雜誌》1922年9月  | 《柯夢波丹》1922年9月                                              |
| 10 | The Delayed Exit of Claude and Eustace | 16.The Delayed Exit of Claude and Eustace                              | 《岸邊雜誌》1922年10月 | 《柯夢波丹》1922年11月                                             |
| 11 | Bingo and the Little Woman             | 17.Bingo and the Little Woman 18.All's Well                            | 《岸邊雜誌》1922年11月 | 《柯夢波丹》1922年12月                                             |

## 登場人物
Bertie Wooster
整天無所事事的爵位繼承者，將Jeeves視為自己的導師、哲學家與摯友。個性天真、想法單純，但經常為了親戚朋友兩肋插刀，是位注重情義的年輕紳士。
Jeeves
Bertie的男僕。相較於主人，博學多聞、樣樣精通，經常為Bertie及其親友出謀策劃。Jeeves有著保守的衣著品味，Bertie堅持穿著前衛的服裝時，經常以強硬的態度提出反對。主僕偶爾會為了一條襪子、腰帶或是一頂帽子陷入冷戰。
Bingo Little（Richard Little）
與Bertie一起長大的同學，經常以朋友的名義相求於Bertie。經常無可救藥地陷入愛河，並且很快的移情別戀。
Mortimer Little
Bingo的叔叔。
Agatha Gregson
Bertie的姨媽。看著Bertie從小到大，經常責罵Bertie沒大腦、只會虛度人生，也是Bertie最害怕的人物。
Rosie.M.Banks
時下流行的浪漫小說作家。由於Bingo的謊言，Mortimer Little相信Bertie就是Rosie.M.Banks本人。

## 各篇大綱
Jeeves in the Springtime / No Wedding Bells for Bingo
舒適宜人的春天午後，Bertie的童年玩伴Bingo又陷入了熱戀，新的對象是飲茶店的女服務生Mabel。Bingo擔心身處上層社會的叔叔無法接受自己想娶一名女服務生，於是前來向Jeeves求救。Jeeves建議Bingo為叔叔閱讀時下流行的Rosie M. Banks作品，用跨越階級藩籬的浪漫愛情故事消除叔叔的戒心，進而同意Bingo與Mabel的婚事。Jeeves的計畫進行的非常順利，就在這時Bingo的叔叔卻突然邀請素未謀面的Bertie共進午餐......。
Aunt Agatha Speaks Her Mind / Pearls Mean Tears
Bertie收到Agatha姨媽的來信，要求盡快在法國見面。儘管心裡有不好的預感，Bertie還是帶著Jeeves依約前往。抵達法國後，Agatha姨媽將一位姓Hemmingway的女性介紹給Bertie，她認為Bertie是時候娶妻生子，並相信這位品格高尚的Aline Hemmingway是不二人選。Bertie每天陪著Aline Hemmingway及其弟Sidney四處遊覽，就在他好不容易找到機會享受獨處時光時，這對姊弟突然跑來哭訴Sidney在賭場輸個精光。善良的Bertie答應借資給Hemmingway姊弟，好讓他們將錢還給一位熟識的上校，而這對姊弟也交給Bertie一條珍珠項鍊作擔保......。
The Pride of the Woosters Is Wounded / The Hero's Reward
經歷Hemmingway姊弟的事件後，Agatha姨媽依然不死心，再次為Bertie挑選了一位適婚女性，而這次偏偏是身形魁梧，充滿知性與運動美的Honoria Glossop。無巧不成書，Bertie的朋友Bingo正好愛上了Honoria Glossop。這回Bertie決定不靠Jeeves的力量，出謀策劃撮合Bingo與Honoria......。
Introducing Claude and Eustace / Sir Roderick Comes to Lunch
Bertie與Honoria訂婚已經兩個禮拜，相信這回真的要跨入婚姻的墳墓了。然而，Honoria的父親Sir Roderick是個精神科醫生，為了女兒未來的幸福，已經開始擔心準女婿的心智是否正常。為了證明Bertie是個正常人，Agatha姨媽命令Bertie邀請Sir Roderick到家裡吃飯，讓Sir Roderick親自確認Bertie的精神狀態。雙胞胎兄弟Claude與Eustace的出現，是否能為一心想擺脫這門婚事的Bertie開啟一道曙光...？
A Letter of Introduction / Startling Dressiness of a Lift Attendant
為了躲避憤怒的Agatha姨媽，Bertie在Jeeves的建議下前往美國度假。三個禮拜後，Cyril Bassington-Bassington帶著Agatha姨媽的介紹信抵達紐約，姨媽在信中囑咐Bertie好好照顧Cyril。為了讓姨媽盡釋前嫌，Bertie決定乖乖照辦。不幸的是，在Bertie的編劇朋友答應讓Cyril在新劇中演出後，Bertie卻收到Agatha姨媽發來的電報，明確指示「千萬不要讓Cyril與劇場界扯上關係」......。
Comrade Bingo / Bingo Has a Bad Goodwood
剛從美國回來的Bertie，在海德公園遇到了Bingo的叔叔，兩人談話之際，卻被一位提倡改革的演說家痛批生活鋪張浪費。隔天，Bingo前來拜訪Bertie，並坦承自己正是昨天那位出言不遜的演說家。原來Bingo這次愛上了一位批判上層階級的女性，考慮到自身也是貴族的一員，只好戴上假鬍子偽裝，以免在公園演說時被朋友認出來。Bingo為了籌措結婚的資金，將賭注全押在Bingo叔叔投資的賽馬「海風」身上，但事情並沒有這麼順利......。
The Great Sermon Handicap
無法再從叔叔那獲得資金援助，Bingo只好到Twing Hall擔任家庭教師，可惜他完全沒學到教訓，立刻又愛上了一位叫做Cynthia的女性。而Bertie在雙胞胎兄弟Claude與Eustace的勸說下，也造訪了Twing Hall，參加「哪個牧師的講道時間最長」的賭注遊戲。
The Purity of the Turf
接續上一章，Twing Hall的田野競賽活動即將展開，Bertie等人也在Jeeves的建言下，在有勝算的參賽者身上下注，而狡猾的莊家Rupert Steggles卻使出各種陰險的招數干涉賭局。
The Metropolitan Touch
從Twing Hall回到倫敦後的某一天，Bertie收到了Bingo墜入愛河的電報，這次的對象是Heppenstall牧師的姪女Mary Burgess。前途堪憂的Bingo再次向Jeeves求救，取得Bertie同意後，Jeeves單獨前往Twing Hall了解Bingo遭遇的困難。與此同時，狡詐的Steggles這次又針對Mary小姐的結婚對象開了賭盤。村裡的聖誕表演會即將到來，自願策畫舞台劇的Bingo有機會勝出嗎？
The Delayed Exit of Claude and Eustace
Claude和Eustace被牛津大學開除後，Agatha姨媽計畫將他們送去南非工作。出發前一日，姨媽讓這對雙胞胎暫住於Bertie家中。就當做最後的狂歡，Bertie陪著兄弟倆去歌舞廳喝了個痛快。回到家後，醉醺醺的Bertie一口氣睡到了隔天午後。當他睜開眼睛，早該出發前往南非的Claude和Eustace，卻好端端地站在面前，兄弟倆都愛上了昨天邂逅的女演員而不願離開......。
Bingo and the Little Woman
Bingo Little再度愛上了一位女服務生，Bertie和Bingo決定重啟Rosie M. Banks朗讀計畫，希望能感動Bingo的叔叔，再次給予Bingo資金援助。三天後，Bingo鈕扣縫上別著一朵花，出現在Bertie的公寓，還說自己結婚了......。